# Konglomerat (Firmen)
Als Konglomerat in Zusammenhang mit Firmenstruktur wird ein stark diversifiziertes Unternehmen mit Tochtergesellschaften bezeichnet, die unterschiedliche Wertschöpfungsketten aufweisen, in verschiedenen Branchen tätig sind und nicht miteinander im Wettbewerb stehen. Andere Bezeichnungen sind Mischkonzern, Multikonzern oder Mischkombinat. Die Diversifikation wird meist durch geschäftliche Aktivitäten in unterschiedlichen Branchen erreicht (z. B. gleichzeitige Aktivitäten in den Bereichen Energietechnik, Medizintechnik, Telekommunikation, Finanzdienstleistungen). Der Begriff Konglomerat wird daneben umgangssprachlich auch allgemein für ausgesprochen verschachtelte, undurchsichtige Beteiligungskonstruktionen verwendet.

Beispielhafte Struktur eines Mischkonzerns

Oft hält die Gründerfamilie bereits seit Generationen eine beherrschende Stellung.

## Regionale Unterschiede
In den sozialistischen/RGW-Ländern wurden um 1950 Kombinate gebildet, die das Pendant zu den Konzernen in den kapitalistischen/OEEC-Ländern (z. B. Westdeutschland) darstellten.

### Asien
Mischkonzerne besitzen vor allem im asiatischen Wirtschaftsraum auch weiterhin große Bedeutung.
In Südkorea beherrschen Konglomerate die gesamte Wirtschaft. Sie werden Jaebeol benannt und befinden sich in Besitz einer Einzelperson oder einer Familie. Die fünf größten sind Samsung, Hyundai, SK, LG und Lotte.
In Japan entwickelte sich nach dem Zweiten Weltkrieg mit den Keiretsu ein weiteres Modell, nachdem die Zaibatsu (familienkontrollierte Mischkonzerne) verboten wurden, in denen es noch ein mächtiges Mutterunternehmen mit mehreren Töchtern gab. Bis 1997 waren diese Holdinggesellschaften durch die Besatzungsmacht verboten, deshalb banden sich die ehemaligen Zaibatsu-Töchter nun durch Überkreuzbeteiligungen informell aneinander, wobei im Zentrum eine Hausbank stand. Beispiel: Yamaha.
Beispiel für ein indisches Konglomerat ist die Tata-Group.

### Amerika und Europa
In der amerikanischen und europäischen Wirtschaftswelt besteht seit den 1990er Jahren eine starke Tendenz, die verbliebenen Konglomerate unter der Devise „Konzentration auf die Kernkompetenzen“ zu entflechten und nur solche Unternehmensteile zu bewahren, die dem definierten Unternehmenszweck unmittelbar dienen.
Beispiel: Virgin Group (Vereinigtes Königreich).

#### Vereinigte Staaten
Ein prominentes Beispiel ist GE, früher General Electric genannt. GE hat neben den traditionellen Bereichen in der Elektrotechnik (sowohl Industrieanlagen als auch Haushaltsgeräte) in diverse andere Branchen expandiert.

#### Deutschland
Ein frühes Beispiel für einen deutschen Mischkonzern ist Hugo Stinnes, der unter der 1892 gegründeten Hugo Stinnes GmbH einen unüberschaubaren Mischkonzern zusammenkaufte und insbesondere während der Inflation ab 1923 unter anderem Theater, Baumärkte, Ölhandel und Reifendienste in seinen Konzern übernahm. Bereits 1920 kontrollierte er ein Viertel der Produktion des Ruhrgebiets.
NAGEMA war von 1948 bis 1990 ein Misch-Kombinat von Maschinenbau-Unternehmen mit Hauptsitz in Dresden in Ostdeutschland.
Typisch für heutige deutsche Konglomerate sind Überkreuzbeteiligungen mit der Finanzbranche, also Banken und Versicherungen. Dafür wurde der Begriff Deutschland AG geprägt. Bis vor wenigen Jahren noch wurden Steuern in erheblicher Höhe erhoben, wenn Beteiligungen veräußert wurden. Als die Veräußerung steuerfrei gestellt wurde, begann die Entflechtung der Deutschland AG. Beteiligungen und Tochtergesellschaften wurden in starkem Maß von Private-Equity-Firmen erworben, die dann auch mittels Abbau von Arbeitsplätzen die Unternehmenserträge erhöhten.
Beispiel: Siemens AG.

## Vor- und Nachteile
Das Konstrukt Mischkonzern ist umstritten. Befürworter argumentieren, dass durch die Streuung Klumpenrisiken, d. h. einseitige Abhängigkeiten von einzelnen Branchen, vermieden werden können. Durch die Machtkonzentration könne Eigenkapital schnell investiert werden. Ohne langwierige Debatten mit Banken/Investoren können verlustbringende Teilbereiche saniert, ggf. verkauft oder eben auch schnell neue Geschäftsfelder erschlossen werden. Zudem können sie durch die einheitliche Anwendung professionellen Managements eine höhere Effizienz der Unternehmensführung erreichen, wie zum Beispiel General Electric mit der Einführung der Six-Sigma-Methode gezeigt hat.
Kritiker werfen mit dem abfällig gebrauchten Begriff „Gemischtwarenladen“ den Mischkonzernen vor, durch Verzettelung der Aktivitäten unnötige Reibungsverluste zwischen den einzelnen Geschäftsbereichen hervorzurufen. Zudem würden Mischkonzerne ungenügende Synergieeffekte erzielen, denn ein homogener Konzern, der sich nur in einer Branche betätigt, kann z. B. gemeinsam benötigte Fremdleistungen in großen Mengen einkaufen und damit bessere Preise erzielen. Zudem würden aufgrund der übermäßigen Machtballungen wichtige operative Entscheidungen von Personen getroffen, die wenig Sachkenntnis von einer bestimmten Branche hätten. Damit seien teure Fehlentscheidungen programmiert wie im Fall von Edzard Reuter. Eine Minimierung des Anleger-Risikos über gestreute Investmentfonds sei effizienter.
Erfolgreiche Mischkonzerne wie die Tata-Group oder General Electric schaffen diese Gratwanderung. Sie handeln unter dem Dach einer Zentrale mit übergreifender Corporate Identity als Finanzholding, also mit geringer Einmischung in das operative Tagesgeschäft.